# Nymphon femorale
Nymphon femorale är en havsspindelart som beskrevs av Fage, L. 1956. Nymphon femorale ingår i släktet Nymphon och familjen Nymphonidae.
Artens utbredningsområde är Indiska oceanen. Inga underarter finns listade i Catalogue of Life.